# Prêmio Cultura Galega de Criação Audiovisual
O Prêmio Cultura Galega de Criação Audiovisual (do galego: Premio Cultura Galega de Creación Audiovisual) é um galardão concedido como parte dos Prêmios da Cultura Galega pela Junta da Galiza a pessoas físicas ou jurídicas com "trajectória alinhada à criação, consolidação ou expansão da criação audiovisual galega, dentro da comunidade ou no exterior". Os premiados são seleccionados por um jurado único formado por doze pessoas. 
Os prêmios convocaram-se pela primeira vez no ano 2010, ainda que nasceram como continuação dos Prêmios Nacionais da Cultura Galega, criados em 2008 e que tiveram uma única edição. A diferença do anterior, concedido a Margarita Ledo, este prêmio não tem dotação econômica.

## Premiados
- 2010: Vaca Films
- 2011: María Pujalte
- 2012: Miguel Anxo Fernández[3]
- 2013: Bambú Producciones[4]